# Anoplognathus chloropyrus
Espèce
Anoplognathus chloropyrus est une espèce de scarabées originaire d'Australie faisant partie de la famille des scarabéidés et de l'ordre des coléoptères.
Long de 25 à 30 mm, il se distingue par son arrière-train vert iridescent et par les lignes noires en pointillé sur ses élytres.
C'est un nuisible qui s'attaque aux plantations d'Eucalyptus.

## Galerie

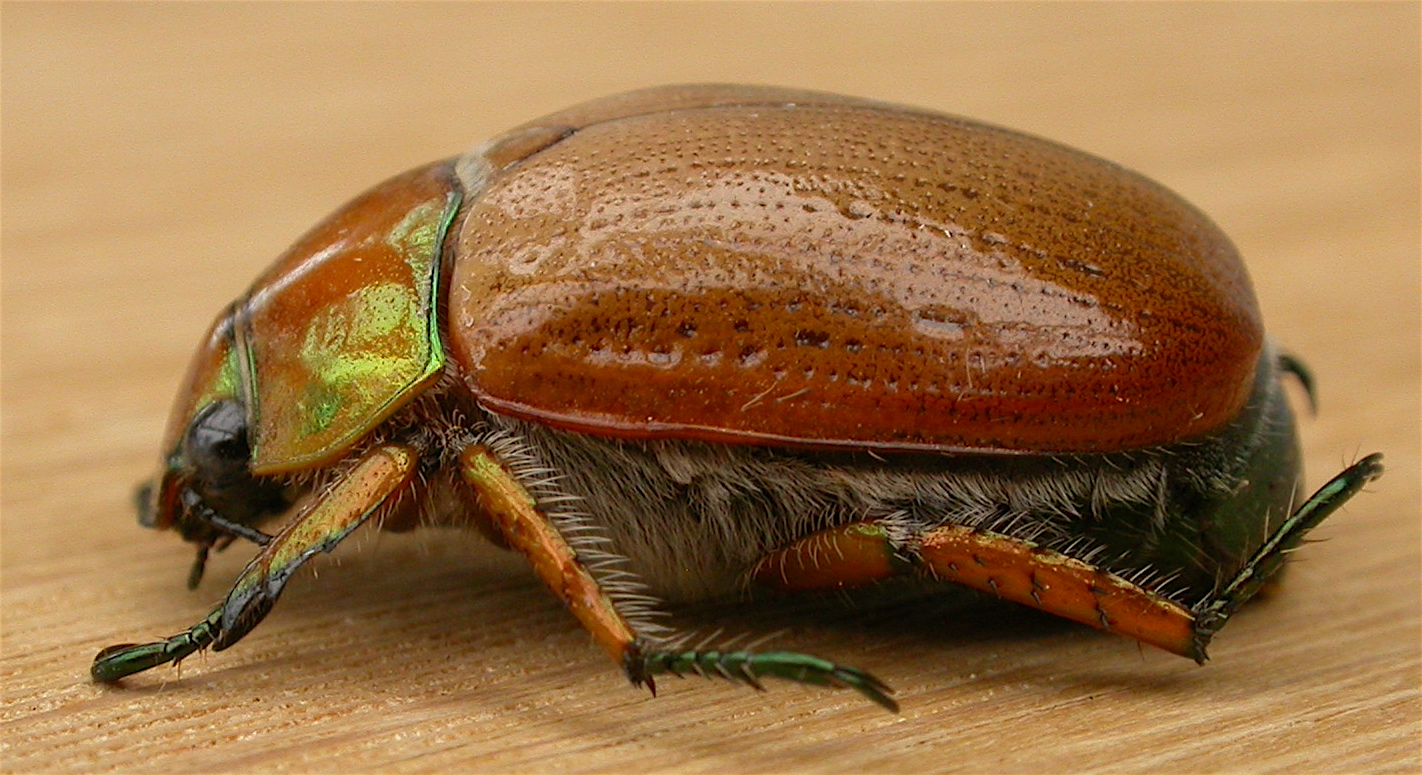
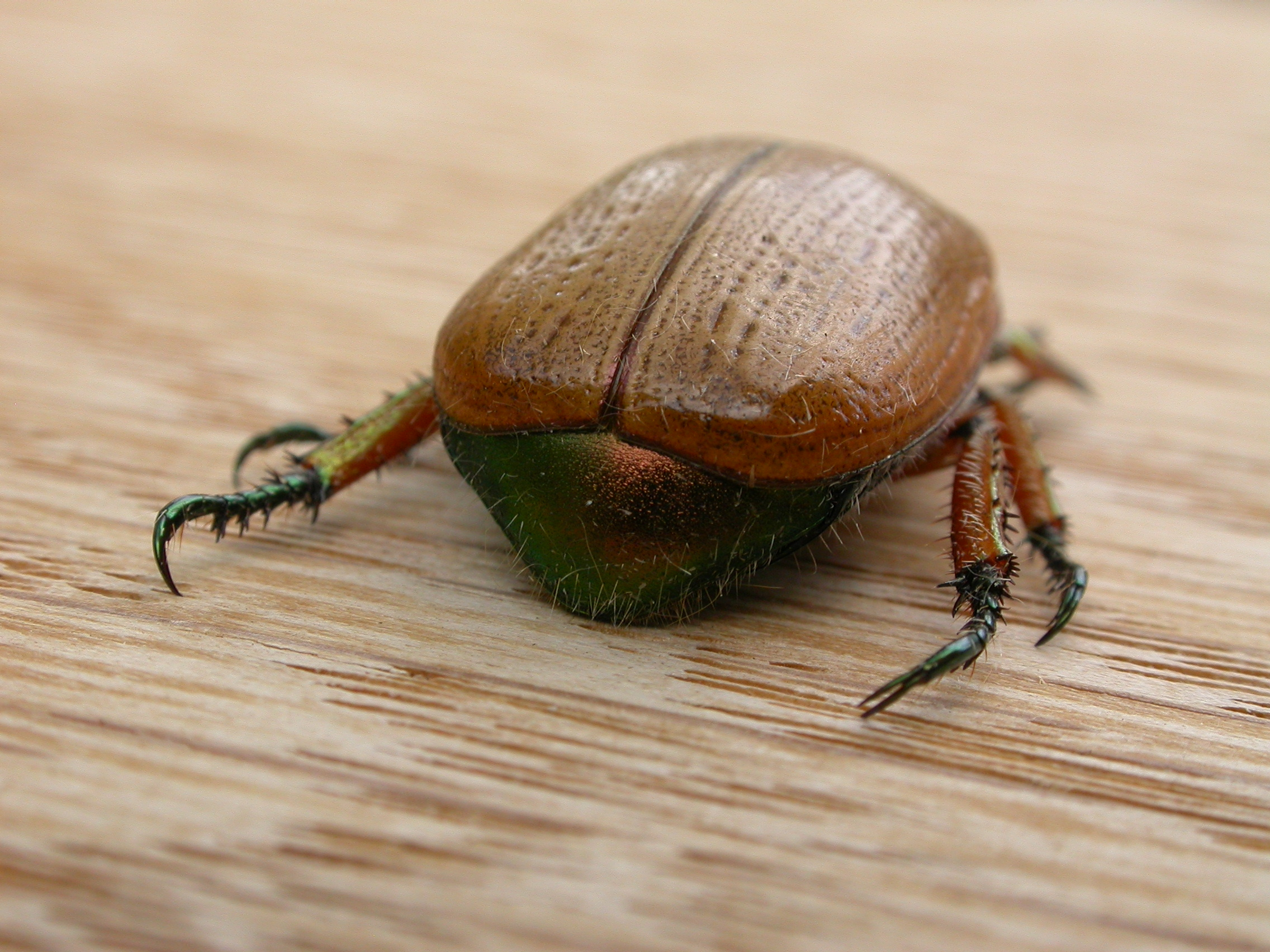